# Ugu (Zuid-Afrika)
Ugu (officieel Ugu District Municipality) is een district in Zuid-Afrika.
Ugu ligt in de provincie KwaZoeloe-Natal en telt 722.484 inwoners.

## Gemeenten in het district[4]
- Ezinqoleni
- Hibiscus Coast
- uMdoni
- uMuziwabantu
- Umzumbe
- Vulamehlo